# Filadelfský koridor
Filadelfský koridor nebo Filadelfská cesta je neobydlený pás země o šířce přibližně 100 metrů lemující hranici Pásma Gazy s Egyptem. Táhne se v délce 14 km od Kerem Šalomu po Středozemní moře. Tato nárazníková zóna byla vytvořena v rámci stažení Izraele z Gazy a má zabránit přísunu zbraní pro hnutí Hamás. Hraniční přechod Rafah představuje pro Palestince jedinou možnost k překročení koridoru.

## Historie
Izraelci tuto oblast kontrolovali od šestidenní války v roce 1967. Kódový název dostala podle antického názvu Ammánu, Arabové ji nazývají „Saladinova osa“. Nárok Izraele na udržování omezeného kontingentu podél hranice potvrdila egyptsko-izraelská mírová smlouva v roce 1979 i dohody z Osla v roce 1995. Až 1. září 2005 byla uzavřena dohoda, podle níž převzala dohled nad koridorem egyptská pohraniční stráž. Nemožnost pozemního přístupu do Pásma Gazy vedla k vykopání mnoha zásobovacích tunelů pod koridorem, na to Egypt reagoval vybudováním milánské stěny pod hranicí. Izraelci však nadále obviňovali egyptskou stranu, že porušuje dohodnutou demilitarizaci území a toleruje pašeráky zbraní.
Po vypuknutí války Izraele s Hamásem navrhl Benjamin Netanjahu, aby izraelské ozbrojené síly obsadily Filadelfský koridor a zabránily tak dalšímu vyzbrojování nepřítele. Egypt proti tomuto plánu protestoval, avšak v květnu roku 2024 Izraelci provedli operaci s krycím názvem Duha, při níž obsadili přechod v Rafahu a rozmístili jednotky podél hranice. Tento jednostranný krok byl kritizován mezinárodním společenstvím a izraelskou opozicí jako další eskalace blízkovýchodního konfliktu. Pozorovatelé označují spor o dohled nad koridorem za hlavní překážku uzavření příměří mezi Izraelem a Hamásem.